# Luigi Tagliaferri

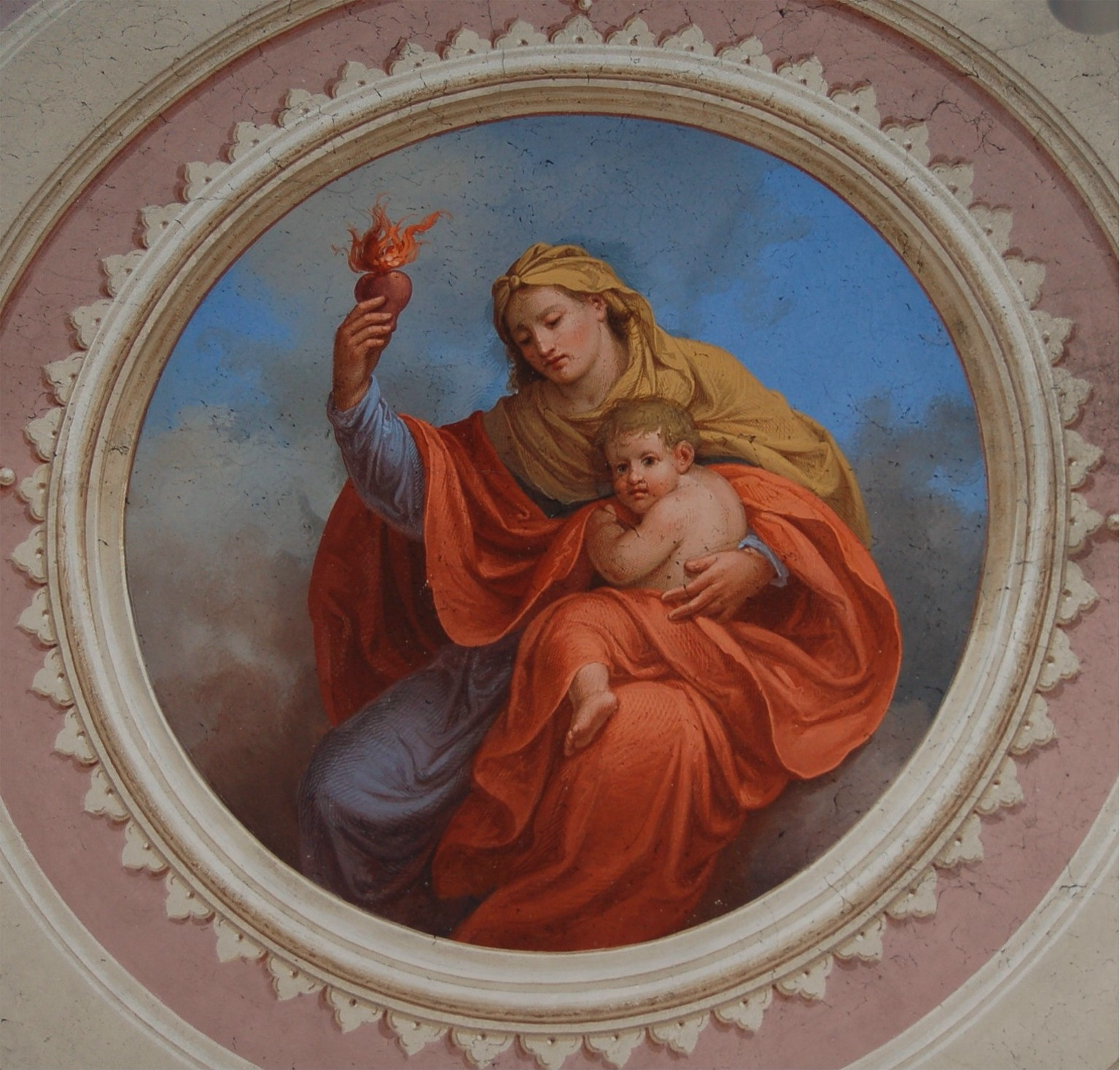
Affresco allegorico di Luigi Tagliaferri raffigurante la Carità

Luigi Tagliaferri, detto Luigi di Pagnona (Pagnona, 14 novembre 1841 – Mandello del Lario, 30 settembre 1927), è stato un pittore italiano.

## Biografia
Nasce a Pagnona in Valvarrone  ma cresce a Mandello, discendente di una famiglia di artisti specializzati negli affreschi.

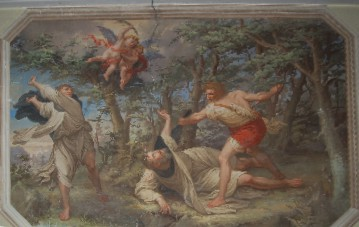
Affresco di Luigi Tagliaferri

Il primo artista della dinastia Tagliaferri fu Giambattista Tagliaferri, autore di un paliotto in cuoio per la Chiesa di Sant'Andrea di Pagnona (1752), secondo un gusto allora diffuso. Luigi Tagliaferri è il figlio di Giovanni Maria Tagliaferri (1809-1879) che fu a lungo a Venezia come incisore nell'arte del ferro e poi a Milano dove, come incisore, inventò una particolare tecnica di decorazione su marmo, di cui restano alcuni saggi a Margno e a Vendrogno. Giovanni Maria Tagliaferri a Milano divenne anche pittore e realizzò i dipinti per la cappella di San Rocco a Premana, con un ciclo sulla peste (sono invece andati perduti gli affreschi della Basilica di San Dionigi) e dipinse gli affreschi delle facciate delle chiese come quella di San Martino di Indovero (1841), la chiesa di Sant'Anna in Vimogno (1853) o il Santuario di Maria Immacolata in Barcone (1870). Si trovano sue opere sia nei paesi della valle (Premana, Taceno, Casargo, Indovero e Pasturo) sia al di là del lago che a Lecco. Il pittore fu anche maestro a Pagnona e insegnò l'arte al figlio Luigi Tagliaferri, che si trasferì a Lecco e infine a Mandello.

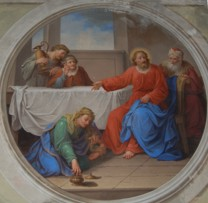
Affresco di Luigi Tagliaferri

Le opere di Luigi Tagliaferri sono numerose ed operò in Valsassina, a Lecco, nei paesi del lago e anche al di là del lago, perfino nel milanese e nel bresciano. Luigi lavora con altri artisti della famiglia come i fratelli Achille e Basilio e il nipote Giovanni. L'attività del gruppo ebbe una continuità fino agli anni 1940, così che i Tagliaferri sono da considerarsi fra i più interessanti artisti del sacro del Lago di Como.

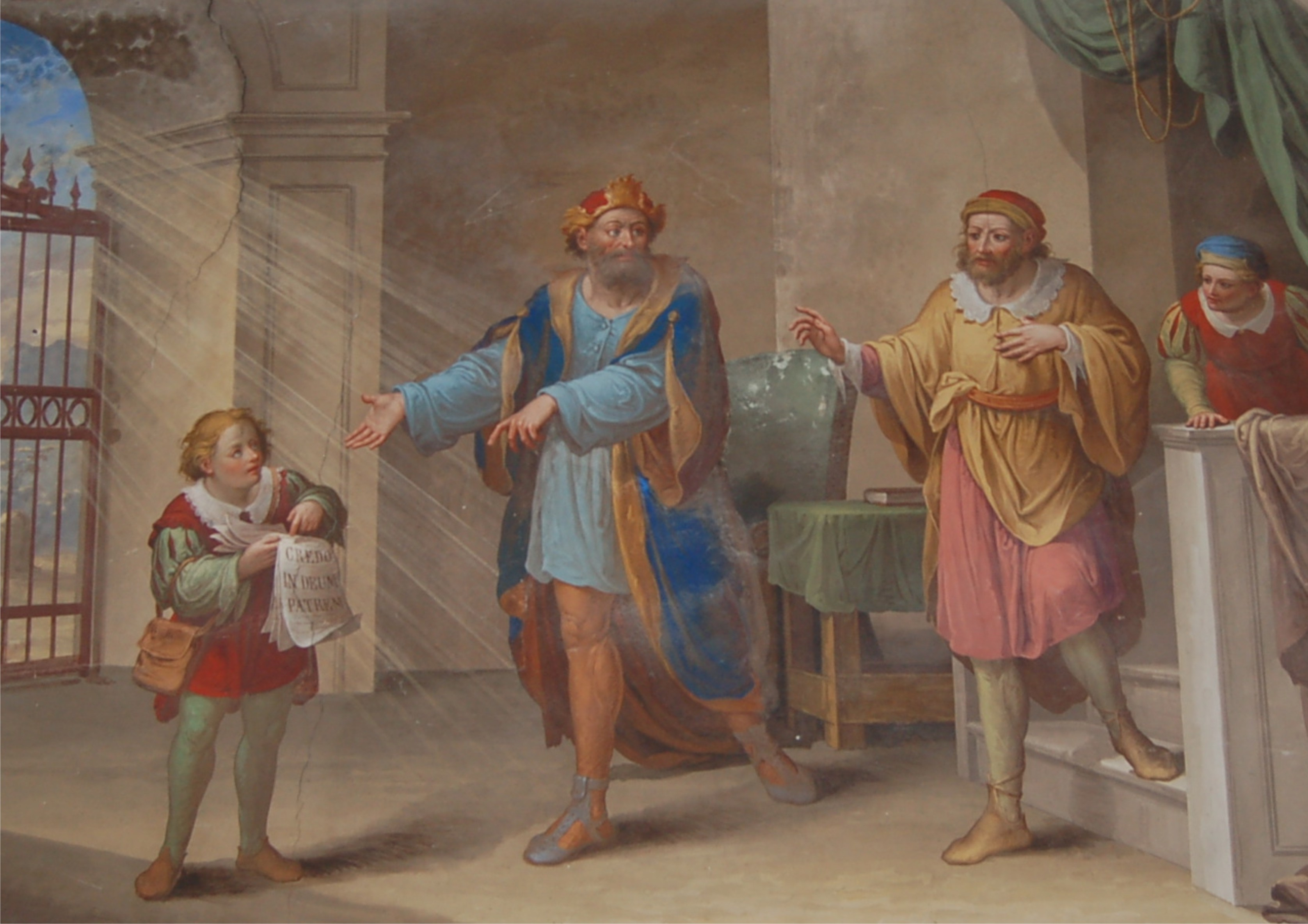
Affresco di Luigi Tagliaferri

Tra le opere più note di Luigi Tagliaferri la Via Crucis di Lierna sul Lago di Como. Il pittore ha anche affrescato con dipinti molti edifici sacri soprattutto sul Lago di Como e in Valtellina ma anche altrove, come per esempio la Chiesa dei Santi Tommaso e Andrea Apostoli di Pontevico, nella Bassa Bresciana.
Dopo la morte, è stato tumulato nella cappella di famiglia di Mandello del Lario, dove era cresciuto.

## Opere

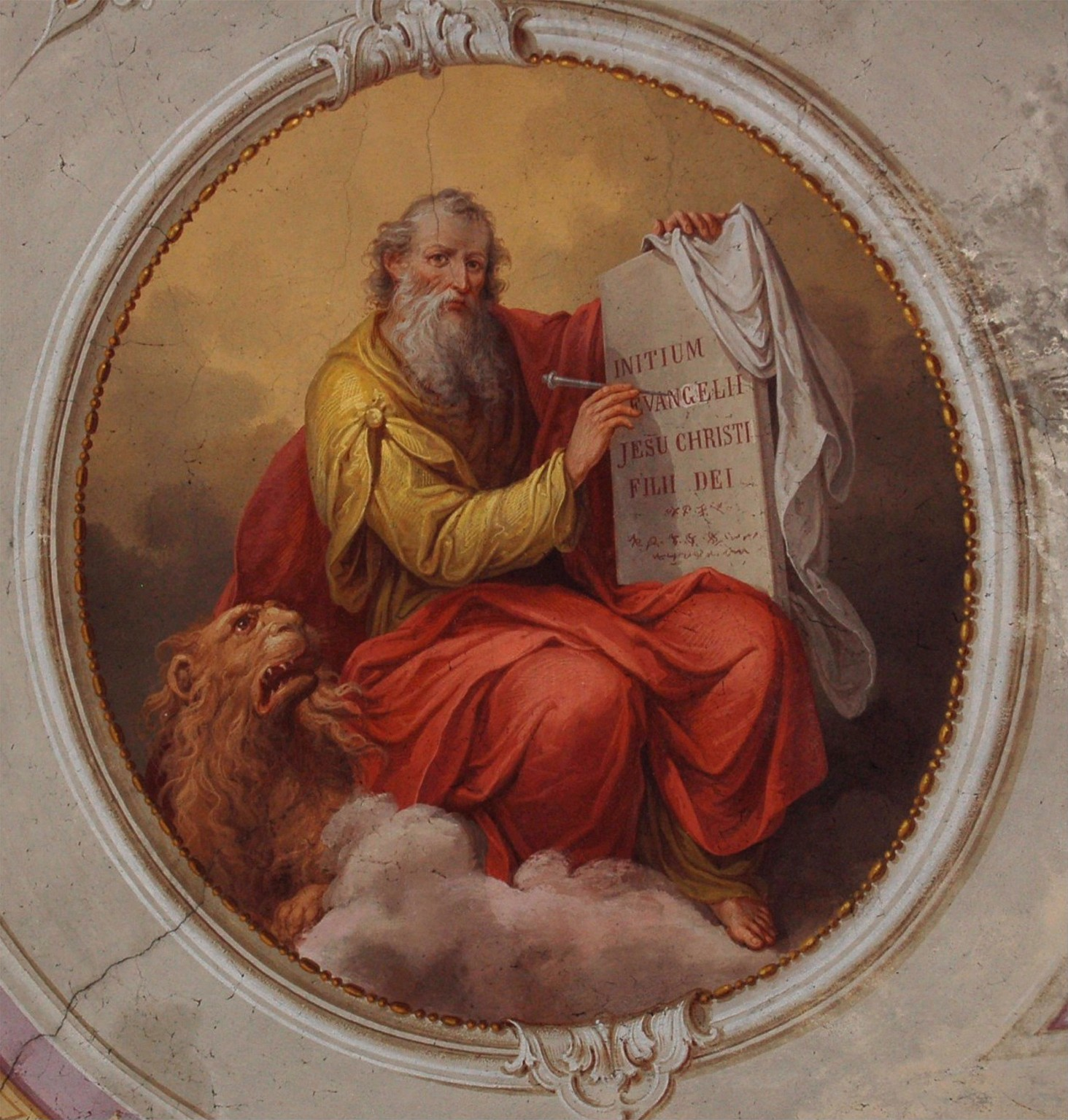
San Marco, 1878, affresco realizzato nella chiesa di san Pietro Martire a Baruffini (Tirano)

- Professione di fede di San Tommaso, pala dell'altare maggiore, e affreschi della nuova cupola della Chiesa dei Santi Tommaso e Andrea Apostoli a Pontevico (1886)

- Affreschi nella chiesa di San Colombano a Traona
- Affreschi nella chiesa di San Gaudenzio a Fagnano Olona
- Affreschi nella chiesa di San Giovanni Battista a Lanzada
- Le 14 cappelle della Chiesa di Sant'Ambrogio di Lierna, Lago di Como
- Sant'Agostino e i Dottori della Chiesa, Chiesa dei Santi Pietro e Paolo di Laorca, Lecco
- Affreschi della Chiesa di San Giovanni a Bellagio
- Chiesa di Santo Stefano Protomartire a Menaggio
- Affreschi della chiesa parrocchiale di San Lorenzo ad Abbadia Lariana.
- Affreschi della chiesa di Sant'Andrea di Pagnona
- Affreschi del battistero di Sant'Antonio a Crebbio
- Tre importanti affreschi nella chiesa parrocchiale di Santa Eufemia in Olcio. In particolare: i due grandi affreschi dell’altare maggiore raffiguranti L’Ultima Cena (cornu evangeli) e Lasciate che i fanciulli vengano a me in Cornu Epistolæ oltre all’affresco del Battesimo del Signore nel Battistero all’ingresso della chiesa.
- Affreschi della chiesa di San Rocco a Maggiana
- Affreschi sulla volta della chiesa di Sant'Antonio a Busto Arsizio
- Due affreschi nel presbiterio del Tempio Civico della Beata Vergine delle Grazie a Busto Arsizio
- Estasi di San Francesco, pala d'altare, oggi perduta dipinta per la cappella di San Francesco (ora delle reliquie) nella Basilica di San Giovanni battista a Busto Arsizio
- Affreschi nella chiesa di San Silvestro alla Barona (Milano)
- Affreschi nella chiesa di San Lorenzo di Villa di Tirano
- Affreschi nell'abside del santuario della Madonna del Rosario a Garbagnate
- Affreschi sulla facciata della chiesa di San Gottardo a Le Prese
- Affresco raffigurante la cacciata dei progenitori dal paradiso terrestre, ora coperto, nel battistero di san Filippo a Busto Arsizio
- Affreschi nella chiesa di san Pietro Martire a Baruffini (Tirano)
- Paliotti a graffito su marmo bianco (1872) e affreschi della volta (1891) nella chiesa di Sant'Andrea Martire a Erno, frazione di Veleso.[1]
- Affreschi nella chiesa di San Lorenzo di Camignone (ora frazione di Passirano, provincia di Brescia)

## Stile
Nei suoi dipinti afferma una profonda conoscenza teologica, le sue decise pennellate, hanno reminiscenze classiche e barocche, ma usate con sobrietà, gusto, senso dell'equilibrio e proporzione.